# يان كوزاك (لاعب كرة قدم)
يان كوزاك ، من مواليد 17 ابريل 1954 ، لاعب كرة قدم تشيكوسلوفاكي سابق.
لعب مع منتخب تشيكوسلوفاكيا لكرة القدم.

## وصلات خارجية
- يان كوزاك على موقع الاتحاد الدولي (مؤرشف)  (الإنجليزية)
- يان كوزاك على موقع الاتحاد الأوربي (الإنجليزية)
- يان كوزاك على موقع الاتحاد التشيكي (الإنجليزية)
- يان كوزاك على موقع قاعدة بيانات كرة القدم.إي يو (الإنجليزية)
- يان كوزاك على موقع ناشيونال فوتبول تيمز (الإنجليزية)
- يان كوزاك على موقع عالم كرة القدم.نت (الإنجليزية)